# Uncial 068
Uncial 068 (numeração de Gregory-Aland), ε 3 (von Soden), é um manuscrito uncial grego do Novo Testamento. A paleografia data o codex para o século V.

## Descoberta
Codex contém o texto do Evangelho segundo João (13,16-27; 16,7-19), em 2 folhas de pergaminho (26 x 24 cm), e foi escrito com duas colunas por página, contendo 18 linhas cada. Ele é um palimpsesto.
O texto grego desse códice é um representante do Texto-tipo Alexandrino. Aland colocou-o na Categoria III.
Actualmente acha-se no Biblioteca Britânica (Add. 17136) in Londres.

## Literatura
- Constantin von Tischendorf, Monumenta sacra et profana II (Leipzig: 1857), pp. 311-312.
- U. B. Schmid, D. C. Parker, W. J. Elliott, The Gospel according to St. John: The majuscules (Brill 2007), pp. 59-60. [text of the codex in new reconstruction]